# フレンチ・インディアン戦争
フレンチ・インディアン戦争（フレンチ・インディアンせんそう、英: French and Indian War、仏: Guerre de la Conquête、1754年 - 1763年）は、七年戦争のうち、北アメリカを舞台に繰り広げられた一連の戦闘である。イギリス領アメリカ植民地とヌーベルフランスが主な戦場となり、いずれも、本国からの援助を得て戦闘が行われた。1756年、この戦争は北アメリカの地域紛争から世界的な戦争となった。カナダでは、一部の歴史家がこの戦争を単に七年戦争と呼ぶが、フランス系カナダ人はしばしば、この戦争のことをラ・ゲール・ド・ラ・コンケットLa Guerre de la Conquête（征服戦争）と表現する。
ヨーロッパでは、北アメリカで行われたこの戦争に関して、特に決まった呼び名はない。この名はイギリス人入植者の、2つの主な敵、フランス王国の軍、フランス軍と同盟を結んだ様々なインディアンの部族のことである。しかしグレートブリテン王国（イギリス）もまたインディアンと同盟を結んでいた。しかし、イギリス側からの視点でフランスがインディアンと同盟していたと見るため、「フランス及びインディアンとの戦争（French and Indian War）」と呼ばれる。この戦争は、従来の植民地戦争とは違い、欧州の戦争に先立つ植民地での衝突で火ぶたが切られた。
戦場は主にヌーベルフランスと、バージニア植民地からノバスコシアに至るまでのイギリス人入植地との境界に沿って行われた。戦争の発端は、アレゲニー川と、モノンガヘラ川が合流する場所（現在のペンシルベニア州ピッツバーグ）で起きた紛争だった。この紛争は1754年5月、ジュモンヴィルグレンの戦いにおいて、バージニア民兵隊の指揮官、ジョージ・ワシントンが、フランスの巡回兵を待ち伏せして起こした暴動に発展した。1755年、1756年そして1757年の、ペンシルベニアとニューヨーク植民地における作戦はことごとく失敗した。失敗の原因は、同盟を管理する上でのまずさ、内輪もめ、そしてフランスとインディアン同盟の攻撃が功を奏したためであった。1755年の、ノバスコシアと（フランス人入植地の）アカディアの境界で起きたボーセジュールの戦いは、イギリスがアカディア人をこの地から追い出した結果、アカディア人の抵抗が起きたものである。
1757年、イギリスにとって惨憺たる敗戦が続いた。ルイブールへの遠征の失敗に続き、ウィリアム・ヘンリー砦の戦いでは、インディアンによりイギリス兵にかなりの残虐行為がなされた。イギリス本国政府は評価を落とし、ウィリアム・ピットが首相に返り咲いた。ピットは植民地の軍事力を大幅に増やし、一方フランスは、ヌーベルフランスの限られた戦力の援助のために、護送船団を出すのには乗り気でなく、代わりに、ヨーロッパの戦争で、プロシャとその同盟国に対する軍事力を結集するのを優先させた。1758年から1760年の間、イギリス軍はヌーベルフランスの中心地ケベックの陥落に成功し、1760年9月、ついにモントリオールを攻略した。
この結果、イギリスは第二次百年戦争ともいえる北米植民地戦争の参戦国で最も大きな発展を遂げることとなった。フランスはミシシッピ川以西のルイジアナを同盟国のスペインに割譲した。これは、スペインが敗戦によりフロリダをイギリスに割譲した、その代償だった。スペインは、イギリスにフロリダを割譲した見返りに、キューバのハバナを手に入れた。カリブ海から北のフランスの植民地は、サンピエール島とミクロン島だけになった。これにより、イギリスは、北アメリカ東半分の植民地勢力の支配を固めた。

## 名前の由来

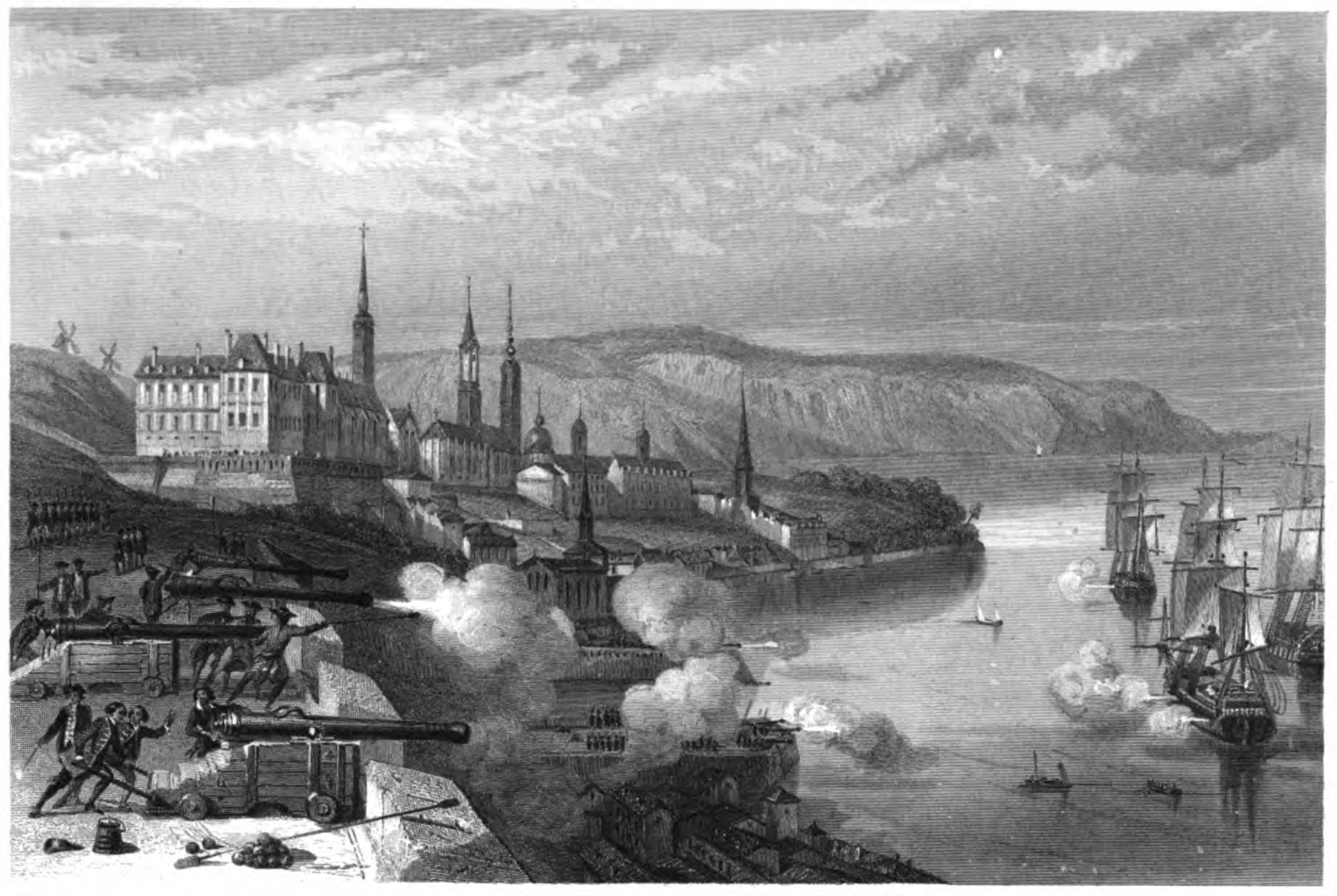
ウィリアム王戦争（ケベックの戦い、1690年）

植民地同士の戦争は何通りかの呼び名がある。イギリス領のアメリカ植民地では、17世紀後半から、ヨーロッパの戦争に呼応して起こった植民地戦争が、その時々の君主の名前にちなんで、たとえばウィリアム王戦争、アン女王戦争、ジョージ王戦争と呼ばれていた。すでに1740年代の戦争にジョージ王の名が冠せられていたため、やはりジョージ王治世下に起こった1750年代の戦争は「フレンチ・アンド・インディアン戦争」と呼ばれた。この呼び名はアメリカ合衆国で定着しているが、この名前は、インディアンが英仏どちらにも加担していたという事実がぼやけてしまっている。アメリカの歴史家は、この呼び名か、ヨーロッパ式の「七年戦争」を用い、他にも、あまり頻繁ではないが「第四植民地戦争」や「イギリス帝国大戦争」Great War for the Empireという名を使ったりもする。
ヨーロッパでは、北アメリカを戦場とした七年戦争の決まった呼び名はない。ヨーロッパ以外の地域をひっくるめて七年戦争として知られている。この七年というのはヨーロッパの戦争に関するものである、正式な宣戦布告が1756年に行われ、1763年のパリ条約までに7年を要したからである。実際に北アメリカ本土で行われた戦いの年数は、6年で終わっている。1754年のジュモンヴィルグレンの戦いから1760年のモントリオールの攻略までの6年間である。
カナダでは、フランス系住民もイギリス系住民も、ヨーロッパと北アメリカの戦争の双方を七年戦争（英Seven Years War、仏la Guerre des Sept ansゲール・ド・セタン）としている。フランス系カナダ人は「征服戦争」（ゲール・ド・ラ・コンケット）という表現をすることもある。

## 1750年代の北アメリカ

1750年当時の北アメリカと各国の勢力図。ピンクと紫がイギリス領、青がフランス領、オレンジがスペイン領である。

ミシシッピ川以東の北アメリカは、イギリスとフランスの所有権争いが激しかった。
フランス系住民の人口は、当時約7万5千人で、セントローレンスバレー沿いに集中しており、その他にはアカディア（現在のノバスコシア）やロワイヤル島（現在のケープブレトン島）に住んでいた。そしてわずかな人数がニューオーリンズやミシシッピ川流域の入植地にいた。フランス人の毛皮交易者は、セントローレンス川やミシシッピ川の全域の連水経路を通って、地元のインディアンたちと交易をした。インディアン女性と結婚することもしばしばあった。
イギリスの入植地は150万人の人口がいて、南はジョージア植民地から、北はノバスコシアやニューファンドランド島までの、北アメリカ大陸東部に沿って広がっていた。
ヌーベルフランスとニューイングランドの間のかなり広大な土地は、インディアンによって支配されていた。北はミクマク族とアベナキ族が、ノバスコシアやアカディアの一部、ヌーベルフランスの東部や現在のメインを支配していた。イロコイ連邦は現在のニューヨーク州の北部の大部分とオハイオ領土（オハイオカントリー）を支配していたが、オハイオカントリーにはレナペ（デラウェア）、ショーニー、ミンゴの諸族も住んでいた。レナペ、ショーニー、ミンゴはイロコイ連邦の管理下にあり、合意をする上での権限が制約されていた。内陸のかなり南にはカタウバ、クリーク、チョクトー、そしてチェロキーの諸族が住んでいた。
戦争が勃発した時、ヌーベルフランスはインディアンたちの交易網を利用して アベナキ、ニピシング、さらに西の五大湖周辺のオジブワ、フォックス、チョクトー族などがフランスに与した。いっぽうでイギリスは、イロコイ連邦を味方に引き入れたが、カタウバ族とチェロキー族、そしてオハイオ領土のデラウェアやショーニー族（オハイオインディアン）とも同盟した。しかし、イギリスは、1758年にチェロキー族とアングロ・チェロキー戦争を引き起こした。同じ1758年の10月、ペンシルベニアの行政府はイーストン条約の交渉に成功した。これはオハイオカントリーの多くの部族に、フランスとの同盟を破棄して中立を保つのと引き換えに、ペンシルベニア植民地から自分たちの土地を守るというものだった。
北アメリカ東部におけるスペインの植民地はフロリダに限定されていた。キューバと他の西インド諸島の領土も支配していたが、七年戦争ではこういったところも軍事目標となった。フロリダは人口が少なく、サンオーガスティンとペンサコーラにわずかな集落があった。

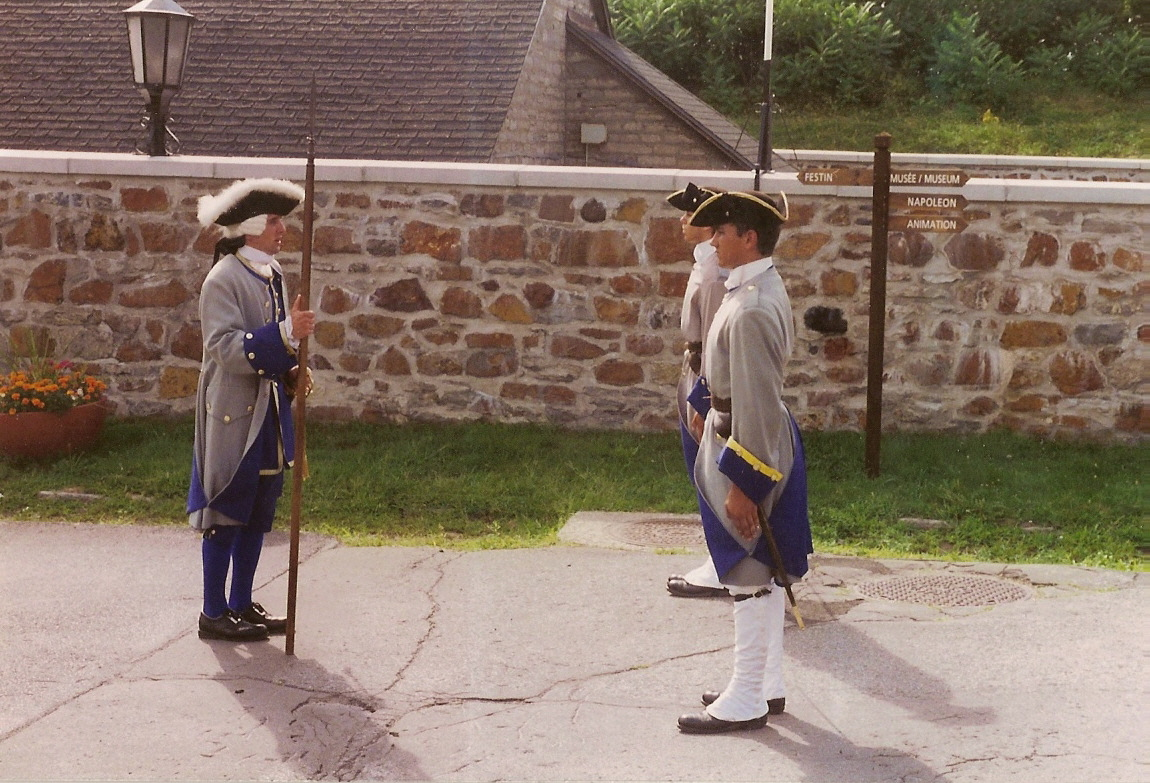
トゥループ・ド・ラ・マリン

戦争勃発当時は、北アメリカにフランスの正規兵はおらず、イギリスの正規軍もわずかだった。ヌーベルフランスは、一部森林地帯での戦闘経験を摘んだ植民地の正規兵であるトゥループ・ド・ラ・マリンで防衛しており 必要な時には民兵を召集した。イギリス領アメリカの植民地は、インディアンの襲撃に備えて、あまり訓練を積んでいない民兵を召集したが、いかなる常備軍も持っていなかった。

## 戦争への道

### セロロンの遠征

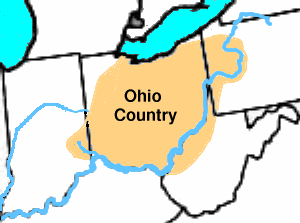
オハイオ領土、すぐ上の水色の部分がエリー湖

1747年6月、ジョージ・クローハンのような交易者に影響されたイギリス人商人のオハイオ領土への進出、拡張を懸念したヌーベルフランス総督ロラン＝ミシェル・バラン・ド・ラ・ガリソニエールは、ピエール＝ジョゼフ・セロロン・ド・ブランヴィユに、この地への軍事遠征をさせた。この遠征の目的は、この土地が元々はフランスのものであったという主張の確認であり、イギリスの影響がどれほどのものかを判断し、またインディアンにフランスの力を見せつけるためでもあった。
セロロンの遠征軍は約200人のトゥループ・ド・ラ・マリンと30人のインディアン兵で構成されていた。遠征は3000キロにも及ぶもので、1749年の6月から11月の間に行われた。セントローレンス川を上り、オンタリオ湖の北岸に沿って進軍を続け、ナイアガラで連水経路を横切り、そしてエリー湖の南岸をたどった。チョトーカ・ポルタージュ（現在のニューヨーク州バルセロナ）で一行は内陸のアレゲニー川の方向へ進んだ、この川は現在のピッツバーグに通じており、ここにセロロンは、オハイオ領土はフランスの領土であると刻んだ鉛の銘板を埋めた。そしてイギリス人商人や毛皮交易者と出くわすたびに、セロロンは領土はフランスのものであり、ここから出て行くようにと告げた。
セロロンの遠征軍がログスタウンについた時、地元のインディアンたちが、オハイオ領土を所有しているのは我々であり、フランスがどう言おうと、自分たちはイギリス人との取引をするだろうと告げた。セロロンはそのまま南へ遠征を続け、オハイオ川とマイアミ川（Great Maimi Rivers）が合流する地点に出た。ここはピカウィラニの集落のちょうど南に当たっていて、マイアミ族の本拠地だった。このマイアミ族の族長メメスキアはオールド・ブリトンと呼ばれていた。セロロンは彼に、長老たちがイギリスとの取引を続けるのなら、悲惨な結果になるだろうと告げたが、オールド・ブリトンはこの警告を無視した。セロロンは失望し、1749年11月にモントリオールへ戻った。
セロロンは遠征を広範囲にわたって述べた報告書で、こう書いている。「私が言えるのは、この地域のインディアンたちはフランスに対してよからぬ印象があり、イギリスにはひたすら尽くしている。彼らがどうすればフランスのもとに戻ってくるかはわからない。セロロンがモントリオールに戻るかなり前に、オハイオ領土の状況を綴った報告書はロンドンとパリで評判になり、英仏の実力行使を喚起するものとなっていた。マサチューセッツ湾直轄植民地の総督で、領土拡張の提唱者で、人を説得する能力に特に秀でていたウィリアム・シャーリーは、イギリス植民地の入植者は、フランスがいる限り安全ではないと明言した。

### インディアン諸部族との交渉

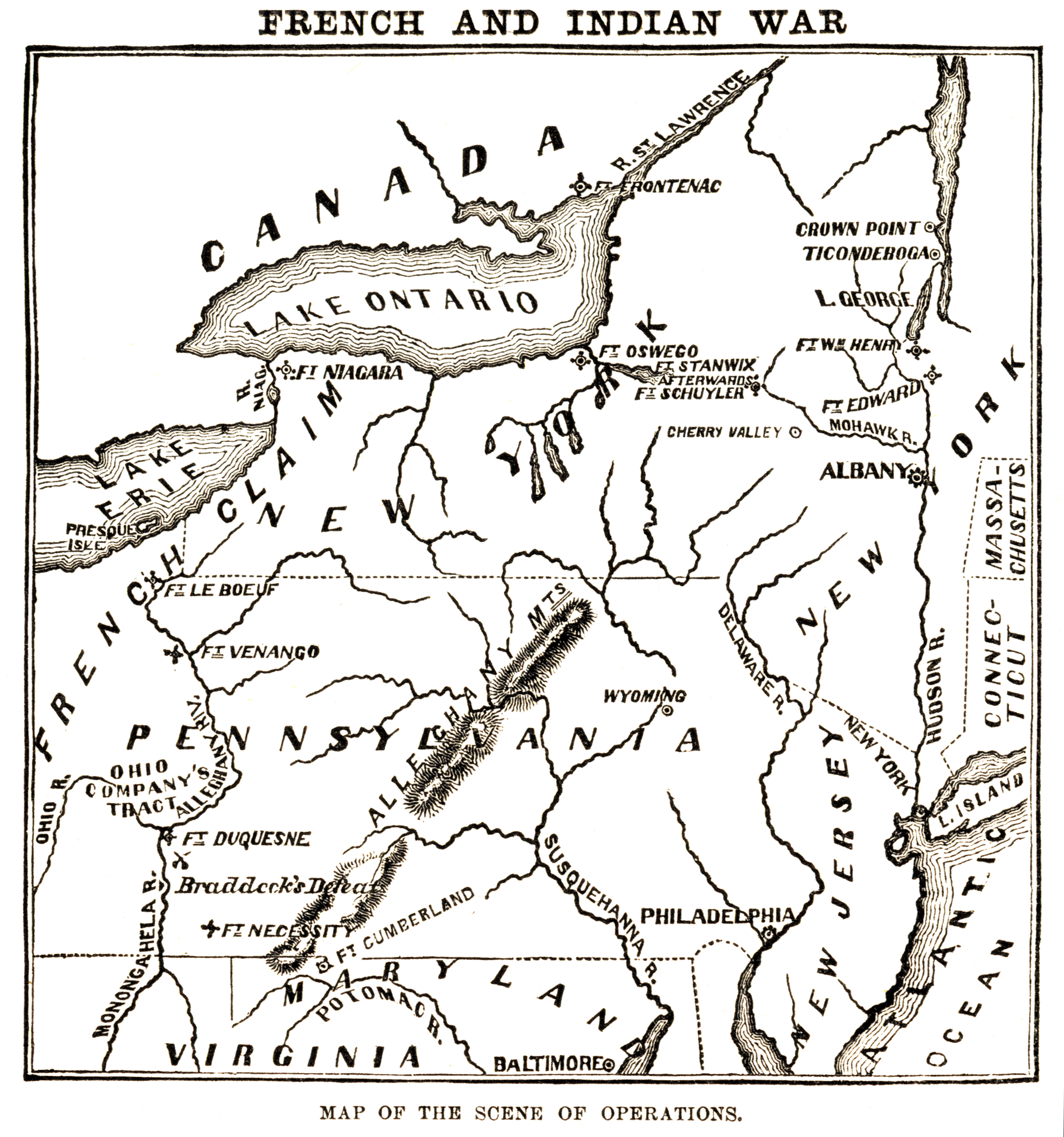
フレンチ・インディアン戦争の舞台となったニューヨークとペンシルベニア（1905年発行の地図）

1749年、イギリス政府は、オハイオ領土での交易や入植を拡大するため、バージニア・オハイオカンパニーに土地を提供した。この下賜には100家族以上の入植と、防御のための砦の建設が求められていた。しかし、ペンシルベニア植民地もここが自分たちの土地であると主張しており、両植民地は各自の主張を譲らず、互いに行動に移すように要求した。1750年に、バージニア植民地とオハイオカンパニーの代理として、クリストファー・ギストがオハイオ領土を実地調査して、地元のインディアン部族との交渉をログスタウンで切り出した。これは1752年のログスタウン条約で締結され、「ハーフ・キング」と呼ばれたインディアンの有力者タナチャリゾン（タナギリソン）と、イロコイ族の代表とがモノンガヘラ川（現在のペンシルベニア州ピッツバーグ）にストロングハウスを建てることを許可された。
オーストリア継承戦争（北アメリカにおけるジョージ王戦争）が、アーヘンの和約の署名によって1748年に終了した。この条約は、各領地を戦前の状態に戻すことが決められ、イギリスが奪ったルイブールがフランスへ返還された。これがニューイングランドの住民を怒らせたため、イギリスは、失業者対策を兼ね、ルイブールに近いハリファックスに入植地と軍港を作った。他にもニューイングランドとの取引のあったアカディア、漁業権が焦点となったニューファンドランドも、なお英仏の抗争の一因となっていた。

### ピカウィラニの攻撃
1752年3月17日に、ヌーベルフランス総督のジョンキエール侯爵ジャック＝ピエール・ド・ラ・ジョンキエールが亡くなり、臨時の総督にシャルル・ル・モイヌ・ド・ロンゲイユが就任した。その年の7月には、デュケーヌ侯爵ミシェル＝アンジュ・デュケーヌ・ド・メネヴィユがヌーベルフランスに到着して、正式に総督に就任した。イギリス軍はなおもオハイオで軍事活動を続けており、そのためロンゲイユは、トゥループ・ド・ラ・マリンの士官であるシャルル・ミシェル・ド・ランラードを指揮官として、遠征軍をオハイオに派遣した。ランラードが率いた兵は300人で、オタワ族とフランス系カナダ人から成り立っていた。この遠征の目的は、セロロンによるイギリスとの交易中止を無視した、ピカウィラニのマイアミ族への懲罰だった。6月21日、フランス軍はピカウィラニの交易所を攻撃し、3人の交易者を捕虜として、14人のマイアミ族を殺した。その中にはオールド・ブリトンもいた。彼は、伝えられるところによると、遠征に参加したオタワ族の儀式で、その肉を食べられた。

### フランスの砦建設

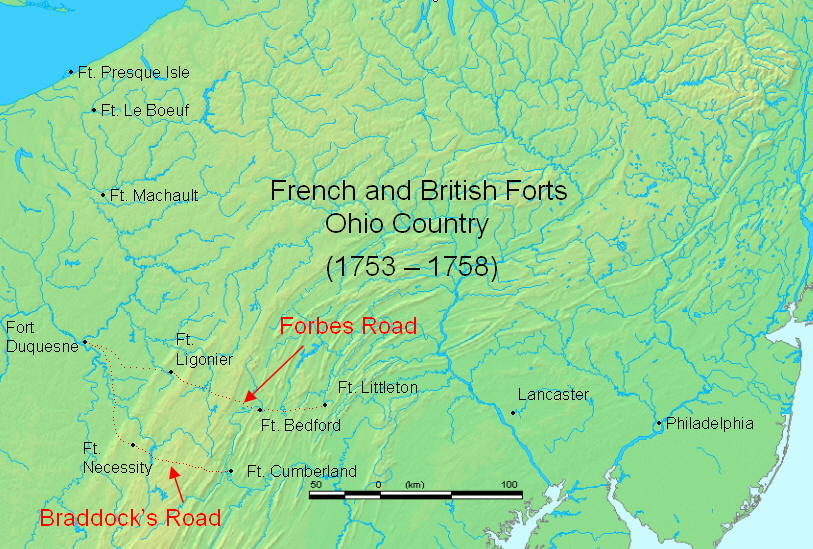
1753年から1758年にかけてのオハイオ領土の英仏の砦、中央左デュケーヌ砦より北がフランスのもの

1753年の春、ポール・マリン・ド・ラ・マルグが2000人のトゥループ・ド・ラ・マリンとインディアン兵の指揮を任された。マリンの任務は、オハイオバレーのフランス国王領をイギリスから守ることだった。マリンは4年前にセロロンが遠征した経路をなぞったが、セロロンがフランス領であることを示すために鉛板を埋めたその場所に、砦を作って兵を駐屯させた。最初に作ったのは、エリー湖南岸沿いの、プレスク島砦（現在のペンシルベニア州エリー近く）だった。次にルブッフ・クリークの源流に通じる道を建設し、そして2つ目の砦であるル・ブッフ砦を作った。（現在のペンシルベニア州ウォーターフォード）この砦は、ルブッフ・クリークの源流を囲い込むように建設されていた。そして南へ移動し、イギリス人交易者を追い払いまたは捕囚したため、イギリス人とイロコイ連邦とが、ラ・マルグのやっていることに気付いてしまった。ミンゴ族の族長であるタナチャリゾンは非常にフランス人を嫌っていた。フランスの領土の拡張によって西へ追いやられたイロコイ連邦諸族の生き残りであり、フランス人に父親を殺されて食べられたのを非難していた。タナチャリゾンはル・ブッフ砦に出向き、軍事行動を起こして駐屯兵を脅かしたが、マリンは小ばかにしたようにタナチャリゾンを追い返した。

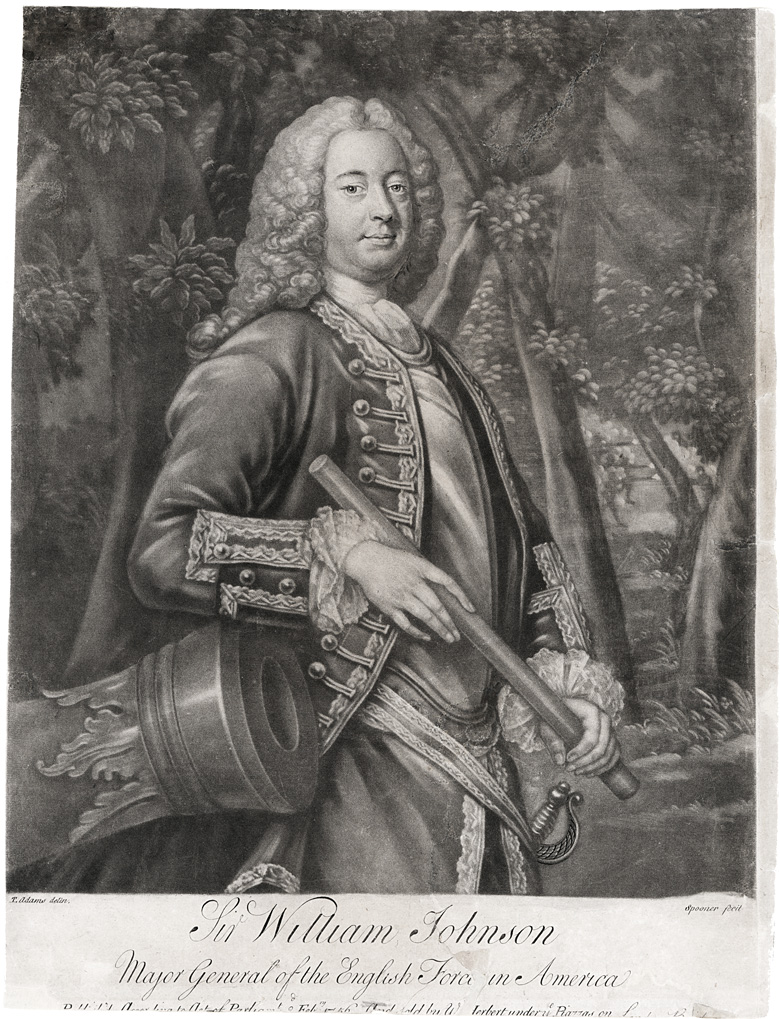
ウィリアム・ジョンソン

イロコイ族はニューヨーク植民地北部の、ウィリアム・ジョンソンの屋敷に使者を送った。ジョンソンはイロコイ族から「ワラギゲー」、偉大なことを成し遂げる人物と呼ばれており、ニューヨークでは、イロコイ連邦の賞賛すべき構成員とされていた。1746年に、ジョンソンはイロコイ軍の大佐となり、その後はニューヨーク西部民兵隊の大佐となった。この民兵隊はオールバニでジョージ・クリントン総督や、他の植民地から来た高官と会った。ヘンドリック族長は、イギリスは義務を守って、フランスの侵入を阻むべきだと主張した。クリントンから不満げな返答が返って来た時、ヘンドリックは「コーヴナント・チェーン」、長きにわたって続いてきたイロコイ連邦とイギリスの友好関係はこわれたと宣言した。

### バージニアの対応

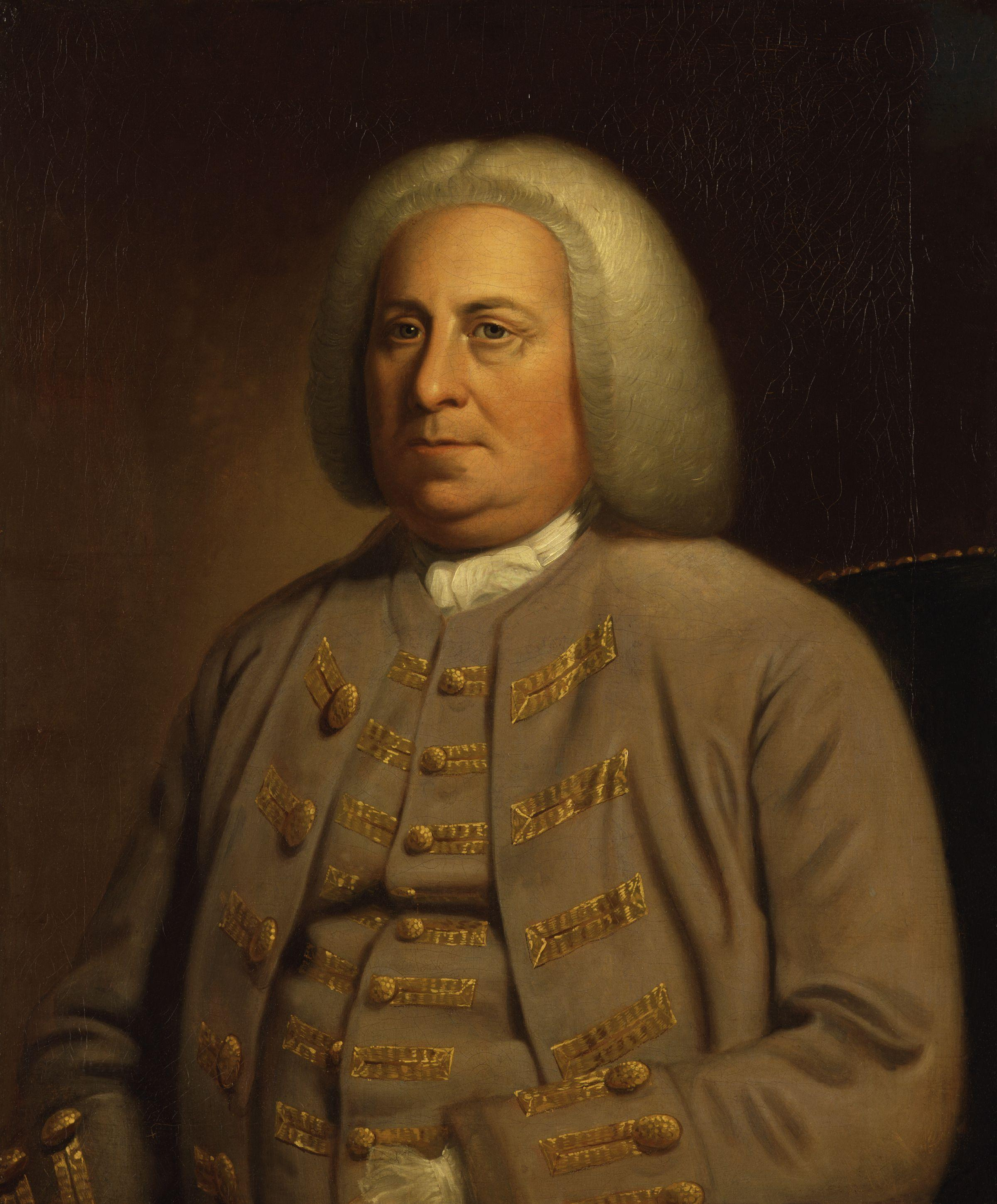
バージニア総督ディンウィディー

バージニアの総督ロバート・ディンウィディーは、自分が苦境にあることに気付いた。ディンウィディーはオハイオカンパニーへの投資者のひとりであり、フランスがオハイオを自己の領土と主張すれば、オハイオカンパニーは資金を失いかねなかった。1753年10月、オハイオに駐留しているフランス軍に対抗するために、ディンウィディーは21歳のヴァージニア民兵隊少佐である、ジョージ・ワシントンに、フランス軍にバージニアからの立ち退きを警告するように命令した。ワシントンはわずかな兵を連れて出発し、行く道すがらで通訳としてジェイコブ・ヴァン・ブルームを、そしてヴァージニアの中隊の測量士であるクリストファー・ギストを、またタナチャリゾンに率いられた数人のミンゴ族を仲間に加えた。12月12日、ワシントンと兵士たちはル・ブッフ砦に到着した。
フランス軍は、指揮官のマリンが10月29日に亡くなっており、ジャック・レガルデュール・ド・サン＝ピエールが新たに指揮官となっていた。サン＝ピエールはその夜、ワシントンを食事に招いた。食事中、ワシントンはサン＝ピエールに、ディンウィディーの手紙を差し出した。それには、オハイオカントリーからの、フランスの即時撤退を要求するとしたためられていた。サン＝ピエールはこれに対して、丁重にこう言った。「貴殿が私に撤退せよと言われたことに関しては、それに従う義務があるとは思わない」 サン＝ピエールは、フランスがオハイオを自国領と主張するのは、イギリスよりも歴史の点でまさっているからだと説明した。それというのも、それよりほぼ100年前に、ラ・サールがオハイオを探検していたからだった。

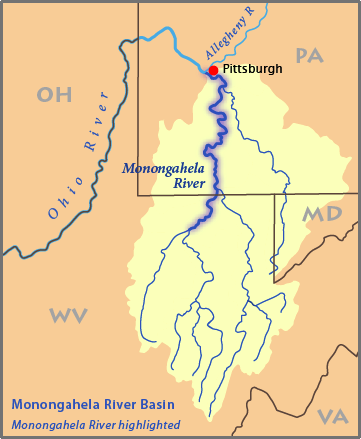
モノンガヘラ、アレゲニー両川とオハイオ川の合流点（現在のピッツバーグ）

ワシントン一行は12月16日の早朝にル・ブッフ砦を出発して、1754年の1月16日にウィリアムズバーグに戻った。報告書にワシントンはこう記している。「フランスは南部に押し入った」 そして、この地域に砦を建築して行く段階を詳細に記し、アレゲニー川とモノンガヘラ川の合流点に砦を築こうとするフランスの意図について伝えている。

## 戦争の経緯
ディンウィディーは、ワシントンが戻るかなり前に、ウィリアム・トレントをオハイオに派遣した。1754年が開けて間もないころで、フランス軍は倉庫のある、規模の小さな砦の建設を始めたところだった。デュケーヌ総督は、同じ時期に、サン＝ピエールを解任し、クロード＝ピエール・ペコーディ・ド・コントルクールの指揮のもと500人の兵が、1754年の4月5日に南にあるヴェナンゴ砦を出発した。4月16日にコントルクール一行はル・ブッフ砦に着いた。トレントの小規模な軍勢の撤退を気前よく許し、建築道具を購入して、後にデュケーヌ砦となる砦の建設を続けた。

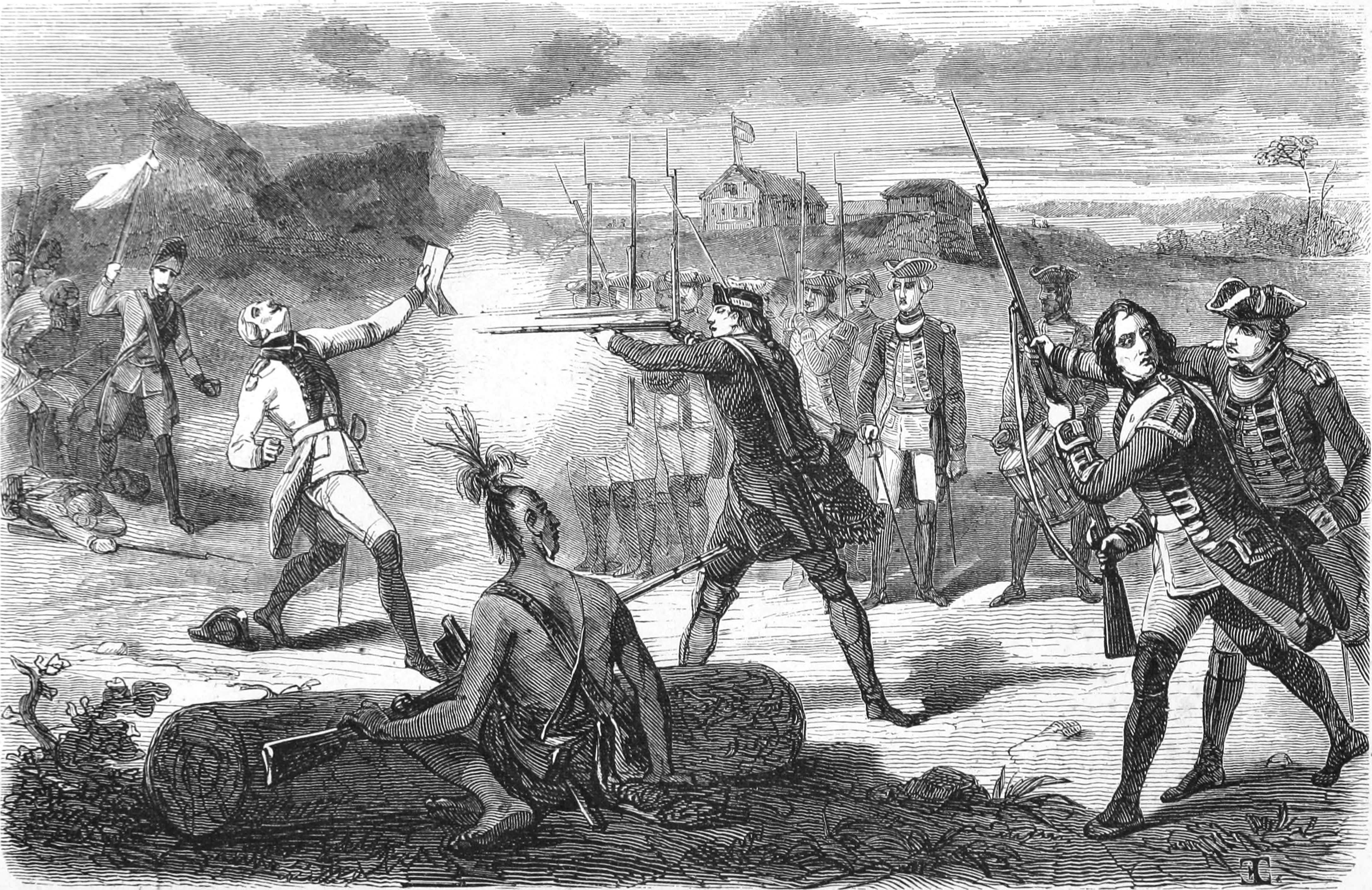
ジュモンヴィユの戦死

ワシントンが報告書を携えてウィリアムズバーグに戻ったのち、ディンウィディーはワシントンに、より大きな軍をトレントの援軍として指揮するように命じた。ル・ブッフ砦に向かう途中で、ワシントンは、トレントが退却したことを知った。タナチャリゾンがワシントンへの支援を約束していたため、ワシントンはそのままデュケーヌ砦に向かい、このミンゴ族の族長と会った。この周辺にはフランスの偵察兵がいることを聞かされて、ワシントンは兵のうち何人か、そしてタナチャリゾンと彼の手下のインディアン兵たちを連れて行って、3月28日にフランス軍を不意打ちした。フランス軍の多くが戦死し、その中には指揮官のジョゼフ・クーロン・ド・ジュモンヴィユもいた。ジュモンヴィユの首は、伝えられるところによると、タナチャリゾンからトマホークで2つに裂かれたと言われている。歴史家のフレッド・アンダーソンは、タナチャリゾンがなぜそうしたのかについて、ミンゴ族の間での権威を取り戻すためにはイギリスの支援を得る必要があると考え、この行為に及んだのではないかと示唆している。ミンゴ族の多くは、長い間の交易相手であるフランスを支持しようとしていたからである。タナチャリゾンの兵は、コントルクールに、ジュモンヴィユはイギリス兵の銃により殺されたと言っている。このジュモンヴィルグレンの戦いは、歴史家の間でフレンチ・インディアン戦争の最初の戦闘であり、オハイオ領土での交戦の始まりとされている。
この戦闘の後、ワシントンは数マイル後退してネセシティ砦を建てた。その年の7月3日、この砦はフランス軍の襲撃を受けることになり、ワシントンはこの戦いで降伏した。この時、ワシントンは武装しての撤退ができるよう交渉している。この時のワシントン軍の兵士によると、フランス軍はショーニー、デラウエア、そしてミンゴ諸族の者を連れていた。そのミンゴ族こそ、タナギリソンがイギリスの味方をするようにつとめていた者達だった。

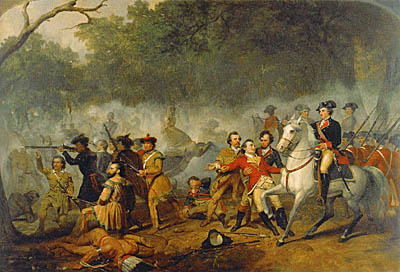
フレンチ・インディアン戦争中のワシントン（1753, 54年頃）

この2つの戦いの知らせが8月になってイギリスに伝わり、初代ニューカッスル公トマス・ペラム＝ホルズ政権は数か月の交渉の後、フランス撃退のため翌年に遠征軍を送ることを決めた。陸軍少将エドワード・ブラドックがその指揮官に選ばれた。このイギリスの軍事計画については、ブラドックが北アメリカに発つ前にフランスに細かい情報が洩らされ、国王ルイ15世は、1755年、ディスカウ男爵ジャン・エルドマン指揮下の、6つの連隊をヌーベルフランスに派遣した。イギリス軍は、フランスの港の封鎖をもくろんで、1755年に艦隊を送り込んだが、フランスの艦隊もすでに北アメリカに向かっていた。提督のエドワード・ホークは、速戦隊（fast squadron）を北アメリカに送り、フランスを阻止しようとした。次なるイギリスの攻めの手として、提督エドワード・ボスコーエンは、1755年6月8日の海戦で、フランス艦のアルシドと、2隻の輸送艦に砲撃を加えた。1755年を通して、イギリスはフランス艦隊の艦を奪い、水夫を捕囚するなどして嫌がらせを続けた。このことは、最終的に1756年の正式な宣戦布告へ貢献した。

### イギリスの作戦 （1755年）

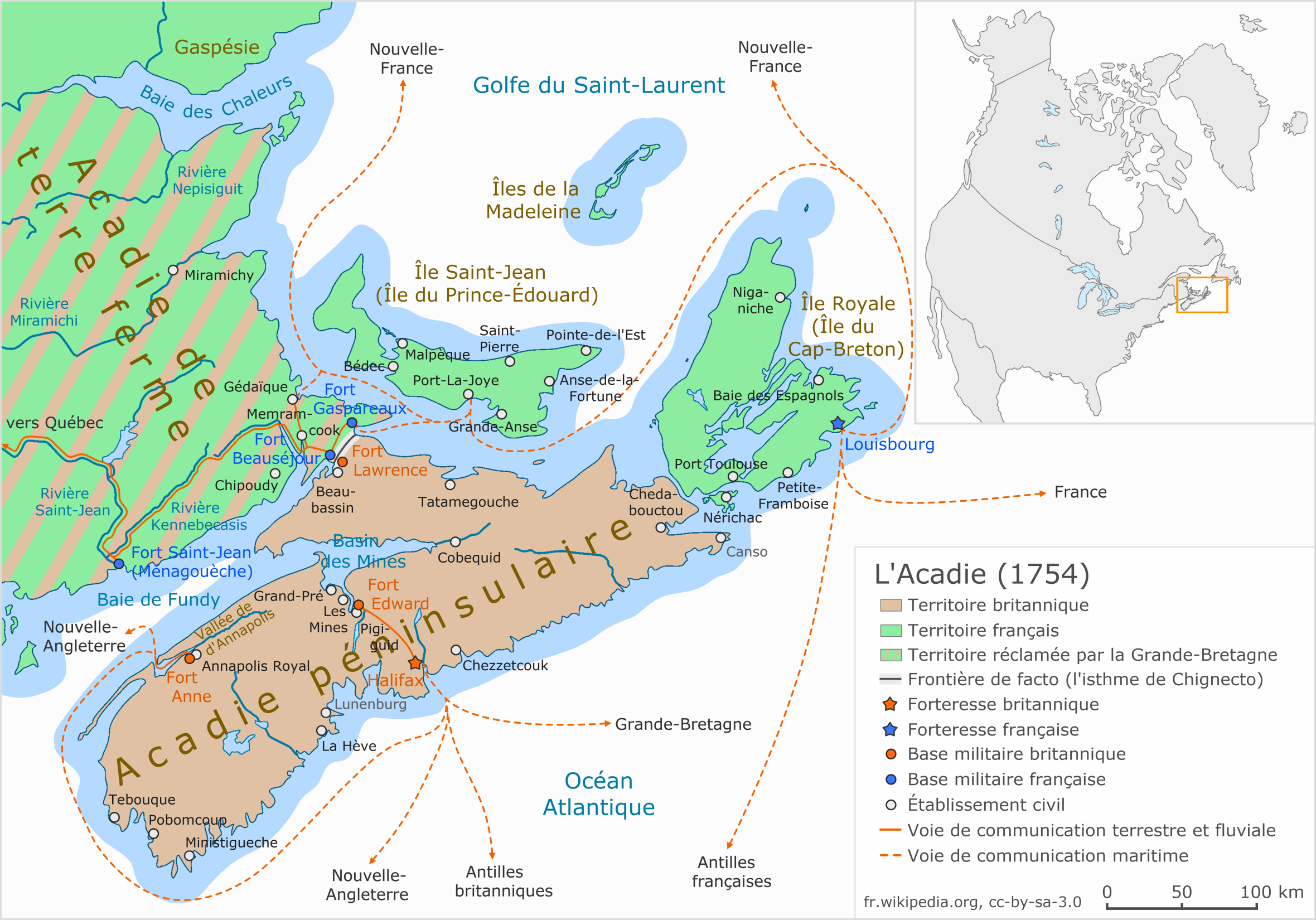
1754年当時のアカディア。ピンクがイギリス領、緑がフランス領である。

イギリスは1755年の攻撃計画を立てた。エドワード・ブラドック将軍は遠征軍をデュケーヌ砦まで率いる予定だった、その一方でマサチューセッツ植民地の総督であるウィリアム・シャーリーは、オスウィーゴ砦の守りを固め、ナイアガラ砦を攻撃する任務を与えられた。サー・ウィリアム・ジョンソンはセントフレデリック砦（現在のニューヨーク州クラウンポイント）を攻略し、ロバート・モンクトン中佐は、イギリス領ノバスコシアとアカディアの境界にあるボーセジュール砦を攻略予定だった。

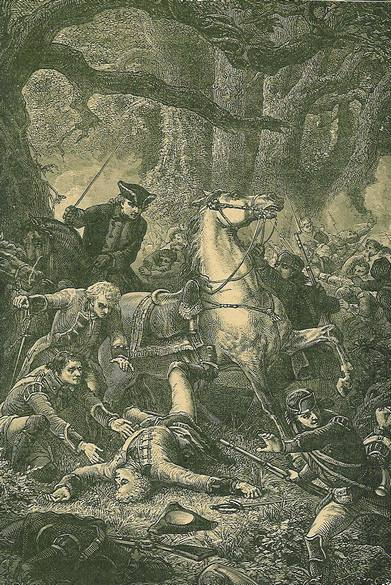
ブラドック将軍の戦死

1755年6月、ブラドックは正規兵2000人と植民地民兵を率いてデュケーヌ砦攻略の遠征に出た。この遠征は大惨事に終わった。モノンガヘラの戦いで、フランス軍とインディアン兵はイギリス軍を待ち伏せし、ブラドックは致命傷を負った。この時の敗因として、ブラドックの戦法はヨーロッパのそれであり、アメリカの広大な境界地帯にはふさわしくなかったとする説がある。
ブラドックの戦死により、ウィリアム・シャーリーが北アメリカのイギリス軍の指揮をまかされた。1755年12月、シャーリーは翌1756年に向けた作戦計画の段取りを示した。ナイアガラ砦、クラウンポイント砦、そしてデュケーヌ砦の攻略計画を刷新し、また、オンタリオ湖北岸のフロンテナック砦を攻撃し、メインの手つかずの森林を抜けて、ショーディエール川を渡り、ケベックを攻撃するというものだった。ウィリアム・ジョンソンや、ニューヨーク総督のチャールズ・ハーディをはじめとする士官からは不賛成の声が出、口論になって、この計画は難航し、わずかな支持しか得られなかった。また、ニューカッスル公が1756年1月に、マサチューセッツ総督をシャーリーから第4代ラウドン伯爵ジョン・キャンベルに替え、次席指揮官にはジェームズ・アバークロンビーが就任した。両者とも、フランスが北アメリカに送り込んだ3人の士官ほどには遠征経験がなかった。
ブラドックの死後に指揮官となったシャーリーは、オンタリオ湖畔のオスウィーゴに着き、行軍してくるフランス軍に対抗すべくそこの防御を強化した。その後イギリス本国から北アメリカの最高指揮官として赴任した第4代ラウドン伯爵が、シャーリーに代わって指揮を執った。オスウィーゴ砦は指揮官の後退と物資の少なさに悩まされた。そして1756年8月12日、ルイ＝ジョゼフ・ド・モンカルム率いるフランス軍がオスウィーゴ砦に攻め入ってこの砦を攻略した。イギリス軍はこれで多大な損失を出した。後にシャーリーから罷免され、上官の命令に従わなかったとして、本国で査問にかけられた。一方モンカルムはこの作戦で弾みをつけた。
ウィリアム・ジョンソンは、ハドソン川とジョージ湖南端の間の連携水路にエドワード砦を作ろうとした。他方、ディスカウは、ヌーベルフランスの総督であるヴォードルイユの命を受け、シャンプラン湖に向かう敵軍をはぐらかすのが先だった。フランス軍とカナダの民兵とは、カリヨン砦の建設を着々と進めていた。そのフランス軍は、野営していたイギリス軍を驚かすべく砲撃を開始した。イギリスは最終的に反撃に出て、ディスカウはその時に負傷し、捕虜となった。フランスはなおもカリヨン砦の工事に取り掛かっており、ジョンソンは2つ目の砦を建設するべく、ジョージ湖の南に新しくウィリアム・ヘンリー砦を作った（1759年の攻略後、タイコンデロガ砦と改名）。
モンクトンは、この1755年の軍事計画では唯一成功した人物だった。6月のボーセジュールの戦いで、フランスのルイブール砦への陸上の援軍を断ったのである。補給路を断つために、ノバスコシア総督のチャールズ・ローレンスは、フランス語を話すアカディア人に、この地からの追放を命令した。植民地のレンジャー部隊ロジャーズ・レンジャーズを含むモンクトンの軍勢は、何千人ものアカディア人を強制的に退去させ、抵抗するものを突き止め、残虐行為を行った。それ以上の他の要素もあって、ルイブールへの補給路の断絶はルイブールを活動停止へと導いた。

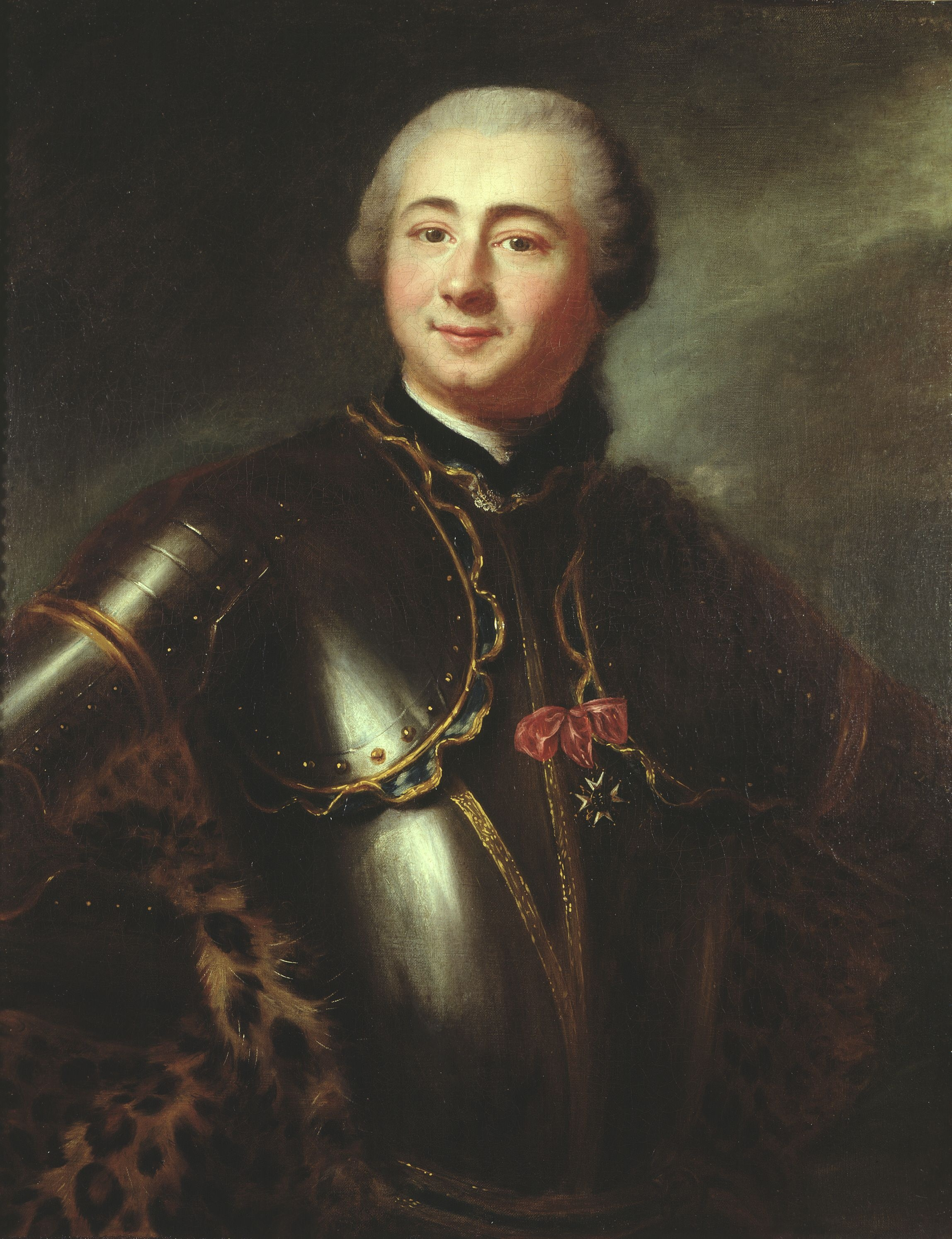
アカディア人の抵抗を手助けしたカナダの軍人シャルル・デシャン・ド・ボワシェベール

しかしアカディア人は、ボワシェベール率いる部隊やインディアンの同盟と共に抵抗し、勝利もしたが、最終的にはイギリス軍の手に落ちた。この時のイギリスの作戦、アカディア側の抵抗には以下のようなものがある。
イギリスの作戦
- ファンディ湾方面作戦
- プティクーディアク川方面作戦
- セントジョン川方面作戦
- サンジャン島方面作戦

アカディア人の抵抗
- プティクーディアクの戦い
- ブラッディクリークの戦い (1757年)
- ルーネンバーグ奇襲 (1756年)

### フランスの勝利 （1756年－1757年）
フランス陸軍が1756年5月に北アメリカに送り込んだのは、オーストリア継承戦争で経験を積んだルイ＝ジョゼフ・ド・モンカルム少佐、そしてシュール・ド・レビと、フランソワ＝シャルル・ド・ブールラマク大佐だった。モンカルムはすでにオーストリア継承戦争で経験を積んでいた。この1756年5月18日、イギリスはフランスに正式に宣戦布告し、ヨーロッパにも戦火が拡大した。ヨーロッパでの戦いは七年戦争と呼ばれた。

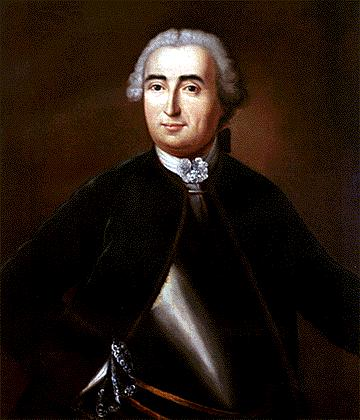
ルイ＝ジョゼフ・ド・モンカルム

ヌーベルフランス総督ヴォードルイユは、1756年の春にモンカルムの到着を決して喜んではいなかった。ヴォードルイユは行政も軍事も自身の一手に収めたがっており、モンカルムと役割分担をすることで、この両者の間に不信感がくすぶるようになった。モンカルムもそれを感じ取っていた。また、インディアンとの同盟にもとまどっていた。特に、相手がだれであろうが、殺し方が残忍で頭皮を剥ぐやり方について、自身の母親に手紙を書き送っている。しかしその後、フランス軍はカリヨン砦から南に異動して、ウィリアム・ヘンリー砦を4日間にわたって攻撃し、ここを攻め落とした。フランスの非正規兵（カナダ人偵察兵とインディアン兵）は、1757年の前半一杯ウィリアム・ヘンリー砦を攻撃した。

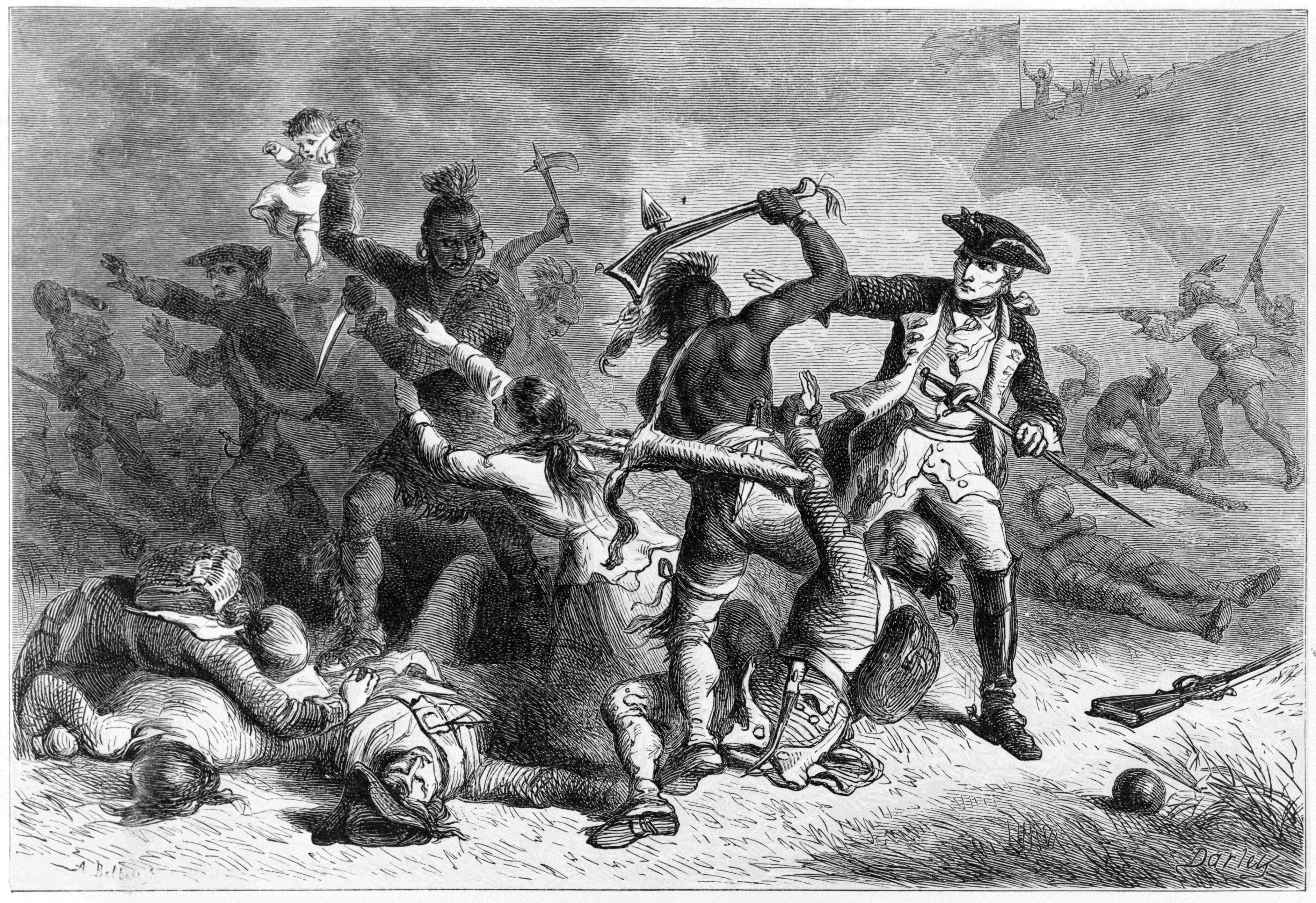
ウィリアム・ヘンリー砦の戦いの後、降伏したイギリス軍に乱暴するインディアンを止めるモンカルム

精力的に攻め続けるフランス軍とは対照的に、ルードゥーンは官僚的でなかなか腰を上げなかったが 同じ1757年、ルードゥーンは、植民地担当の南部担当国務大臣ウィリアム・ピットに指示されるまま、次席指揮官のジェームズ・アバークロンビーとフランス軍との交戦のためにまずルイブールを目指した。しかし準備の遅れが災いして、遠征軍がハリファックスからの出航準備ができたのは8月の始めだった。その間にフランス艦は、フランス本国沿岸のイギリスの封鎖を逃れ、北アメリカのイギリス艦隊に数で勝るフランス艦隊が、ルイブールでルードゥーンを待ち受けていた。この戦力を目の当たりにしたルードゥーンはボストンへ引き返したが、すでにウィリアム・ヘンリー砦は崩壊していた。
1月にはタイコンデロガ（カリヨン砦）の近くで第一次かんじきの戦いが起こった。2月には、フランスの非正規兵は、結氷したジョージ湖を挟んでの対岸に襲撃を仕掛け、倉庫と砦の外にある建物を壊した。8月の始めには、モンカルムと7000人の軍勢が砦を包囲し、イギリス軍は、条件付きの撤退を認めるのに合意して降伏した。撤退が始まった時、モンカルムのインディアン同盟兵が、虐殺の機会が失われたことに怒り、イギリス軍の縦隊を攻撃して、数百人の男女、子供、そして奴隷を殺し、また捕囚した。この包囲戦の余波として、おそらくは遠くへのインディアンへの天然痘の伝染もあった。インディアン兵の一部は、この作戦に参加するため、ミシシッピ川のかなたから来たものもいたと言われている。

### イギリスの制覇 （1758年－1760年）

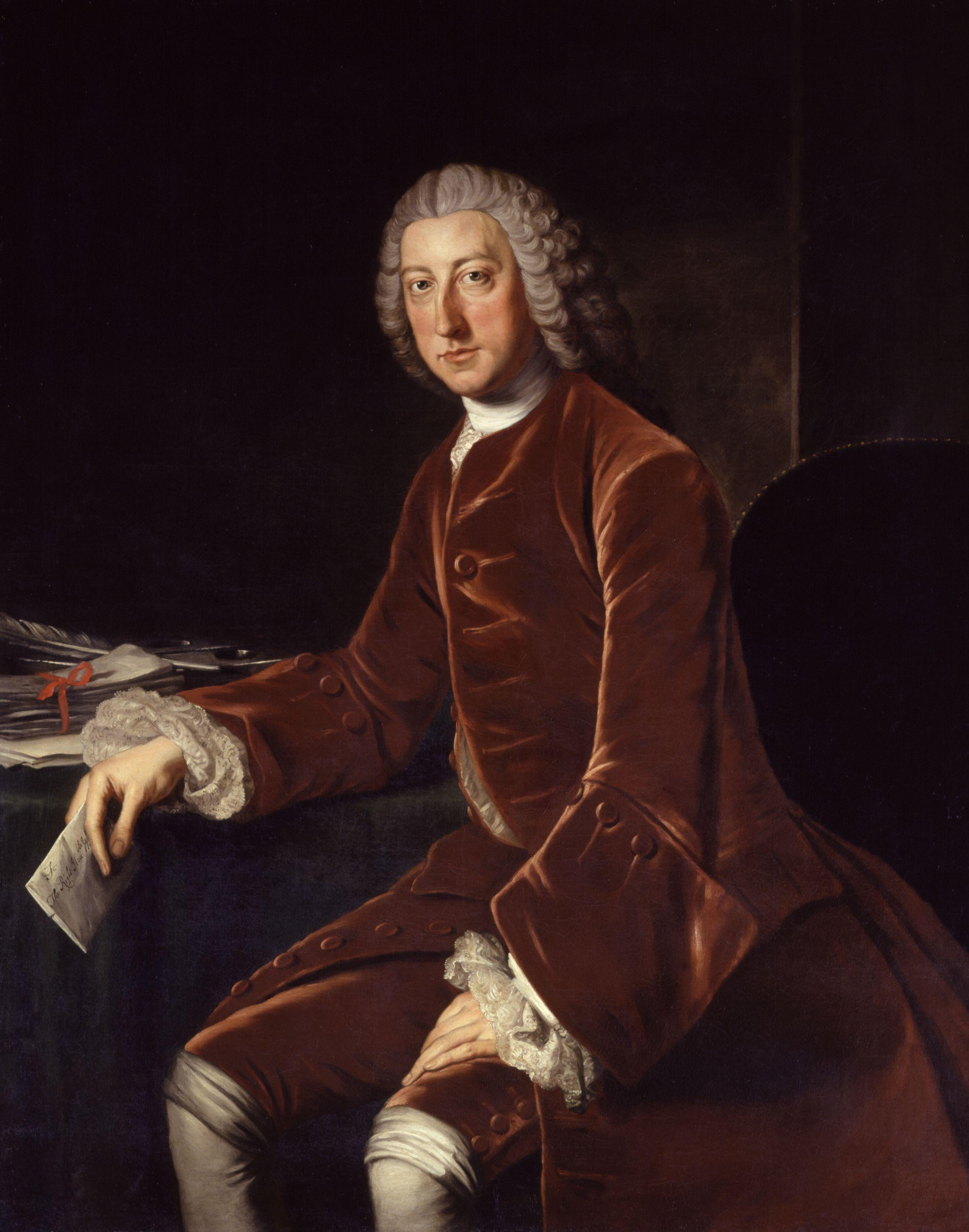
ウィリアム・ピット

ヴォードルイユとモンカルムは、1758年は最小限の補給を受けただけだった、イギリスの、フランス沿岸の封鎖が、フランス艦の出航を制限していたからだ。1757年の不作で、ヌーベルフランスの状況は一層悪化し、厳しい冬となった。伝えられるところでは、ヌーベルフランスのアンタンダンのフランシス・ビゴが、邪悪なことをたくらんでいた。ビゴの物価を高騰させる手段は、モンカルムとその仲間の私腹を肥やすためのものと信じられていた。また、西部に住むインディアン部族の天然痘の大流行で、ここに住むものが減少した。戦闘に参加した多くの部族が他の部族を非難し、また、フランス人が悪い薬を持ち込んだとも言った。天然痘は、戦闘後の人々が込み合った中で恐らく広まったのだった。この状況からみると、モンカルムは、セントローレンス川の防御、そしてカリヨン、ケベック、ルイブールの主な防御に関してのわずかな方法に集中していた。一方ヴォードルイユは、襲撃による戦術の継続を主張したが失敗した。このやり方は、何年か前には非常に功を奏したのであった。
北アメリカでのイギリスの作戦失敗は、ヨーロッパにおける失敗とも結びついていた。これにより主な軍事顧問でもあったカンバーランド公も第一線を退いて、ピットが軍事作戦を仕切ることになった。ピットは当初、第一大蔵卿デヴォンシャー公のもとで、サザン・デパートメントの国務大臣として就任したが、ヨーロッパ戦線を重んじるジョージ2世と対立し、一旦辞任を余儀なくされた その後国民の支持を得て返り咲いたピットは、北アメリカを主眼に置き、ルイブール、カリヨン砦とデュケーヌ砦を奪う作戦をたて、大人数の正規部隊と、それを支援する民兵隊とによる攻撃作戦を展開した。

#### 1758年

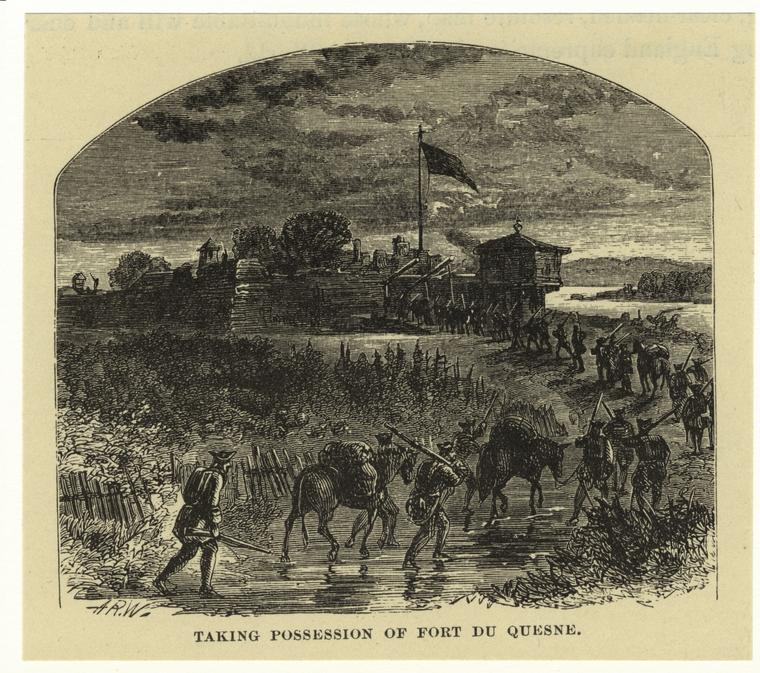
デュケーヌ砦に進軍するフォーブス指揮下のイギリス軍

1758年9月から10月にかけて、イギリス軍の作戦であるフォーブズ遠征が行われた。ジョン・フォーブズ将軍率いる6000人規模の部隊は、抗争の絶えないオハイオ領土から、フランス軍を追い出すのが目的だった。9月14日にデュケーヌ砦に向かったイギリス軍は撃退されたが、その後フランス軍は、オハイオ領土をイギリスの支配下に置いたまま砦から退却した イギリス軍がデュケーヌ砦に入り、この砦を再建して、ウィリアム・ピットにちなんで、ピット砦と命名した。これが今のピッツバーグである。ノバスコシア、ルイブールのフランスの大々的な砦は、包囲戦の末イギリスの手に落ちた。

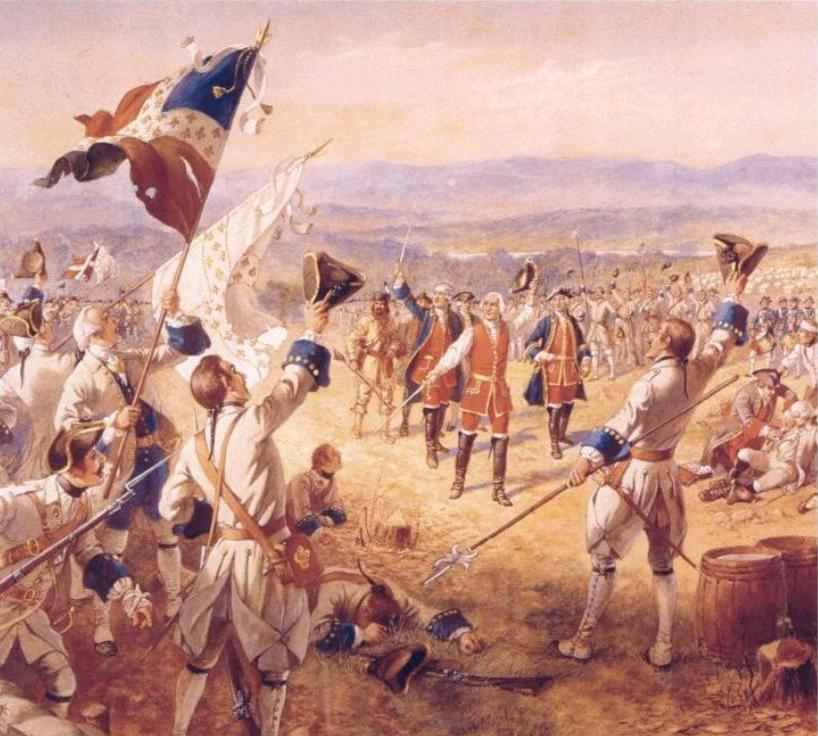
カリヨン砦での勝利を喜ぶモンカルムとフランス軍

3度目の侵攻作戦は、カリヨンの戦いでのフランス軍の勝利で阻止された。この戦いでは、3600人のフランス兵が見事に、そして意を決して、アバークロンビー率いる1万8千人のイギリス軍正規兵、民兵、そしてインディアンの同盟軍を、砦の外で完敗させた。アバークロンビーは戦いの後ジョージ湖の南まで敗走したが、その後8月26日から27日にかけて、フロンテナック砦をジョン・ブラッドストリート大佐に襲撃させて物資を奪い、ケベックと、他の砦との連絡を絶った。後にアバークロンビーは、ルイブールの戦いの勝者であるジェフリー・アマーストにその地位を譲った。

#### 1759年－1760年

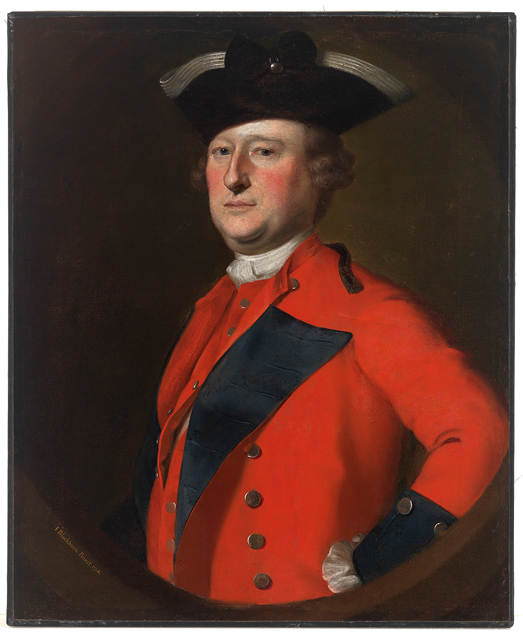
ジェフリー・アマースト

「幸運の年1759年」に、イギリス軍はすべての戦場で快進撃を続けた。ナイアガラ砦の戦いで、その前年のフロンテナック砦の戦い共々、オハイオ領土におけるフランスの影響を封じ込め、カリヨン砦を奪い、エイブラハム平原の戦いで、ジェームズ・ウルフがモンカルムを破った（この戦いで両名とも戦死した） また、イギリス領アメリカのレンジャー部隊ロジャーズ・レンジャーズによる、フランスに味方したアベナキ族への襲撃もあった フランスはイギリス本土進攻に焦点を合わせることを決定した。これは、ピットによる海外植民地作戦を阻止するものだったが、この目論見は失敗した、イギリスの諸艦隊が自国近海に張り付いており、ジャン＝フランソワ・ド・ラ・クルー＝サブラン率いるトゥーロン艦隊がボスカーエンの戦隊に発見され、交戦の後フランス軍は逃走した。これがラゴスの海戦である。また、ブレスト封鎖中のホーク艦隊が一旦トーベイに撤退した隙を狙って、フランスのコンフラン提督のブレスト艦隊が、ブルターニュ半島南部のキブロン湾に向かったため、荒天の中、しかも浅瀬の多いキブロン湾で両者は相まみえた。フランス軍はまたも多大な損失を出して敗北を喫した。この海戦は「七年戦争におけるトラファルガーの海戦と呼ばれ、ホークの名を一躍たからしめた。

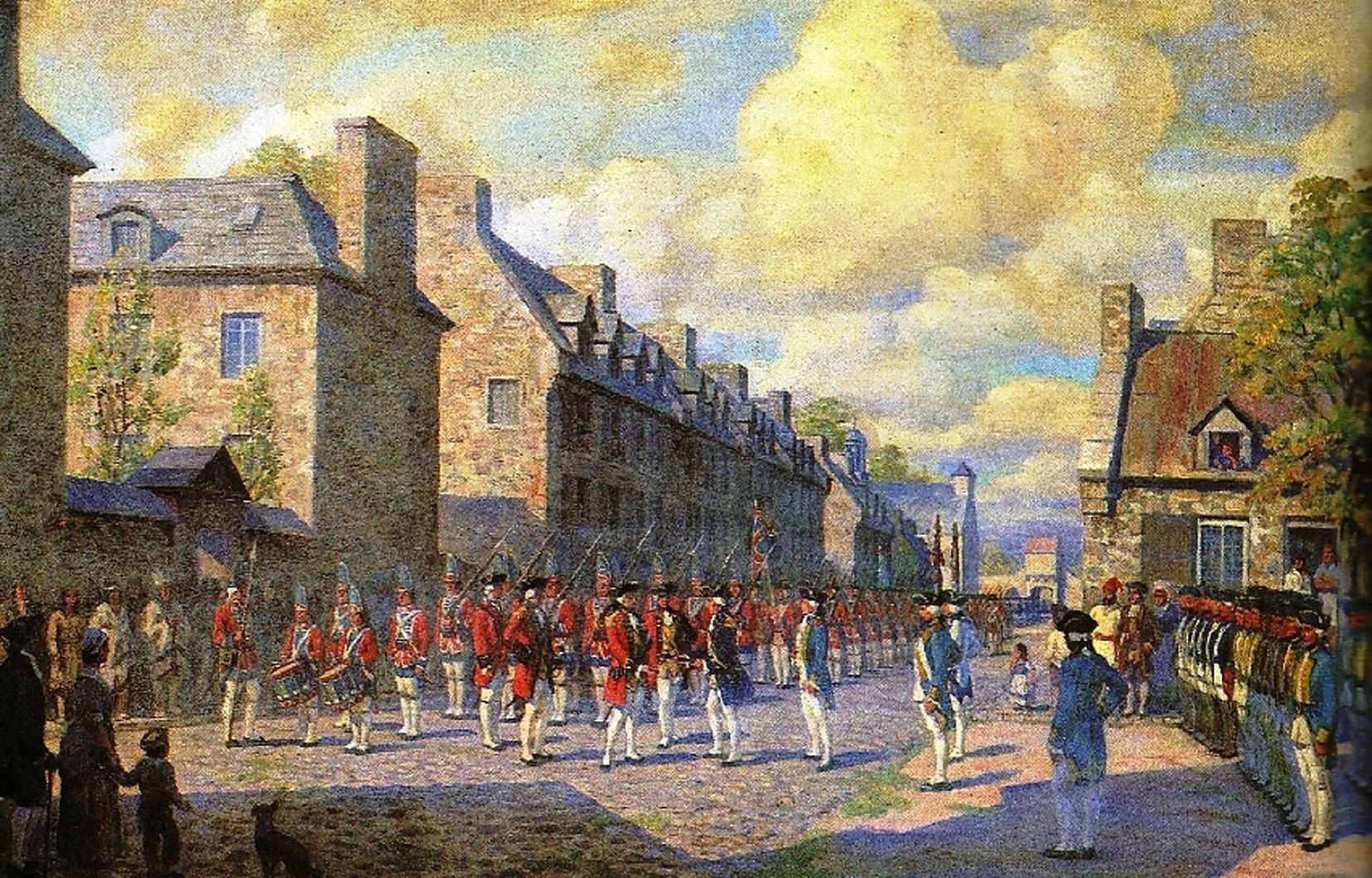
モントリオールに入るイギリス軍

1760年、イギリス軍はサントフォワの戦いで負けたにもかかわらず、レスティガッチの海戦でフランスの救援部隊の上陸を阻止することができ 一方で陸軍は、ケベック、シャンプラン湖、そしてセントローレンス川上流の三方向からモントリオールへと進軍した。ここに北米大陸におけるフランスの植民地支配は終わりを告げた。
1760年9月、ヴォードルイユ総督が降伏文書に調印した後、初代総督となったジェームズ・マレーは、植民地にとどまることを選んだフランス人入植者には、カトリックを信仰し続ける自由、財産を所有する自由、平穏な生活を送る権利を与えた。

### 戦争の終結

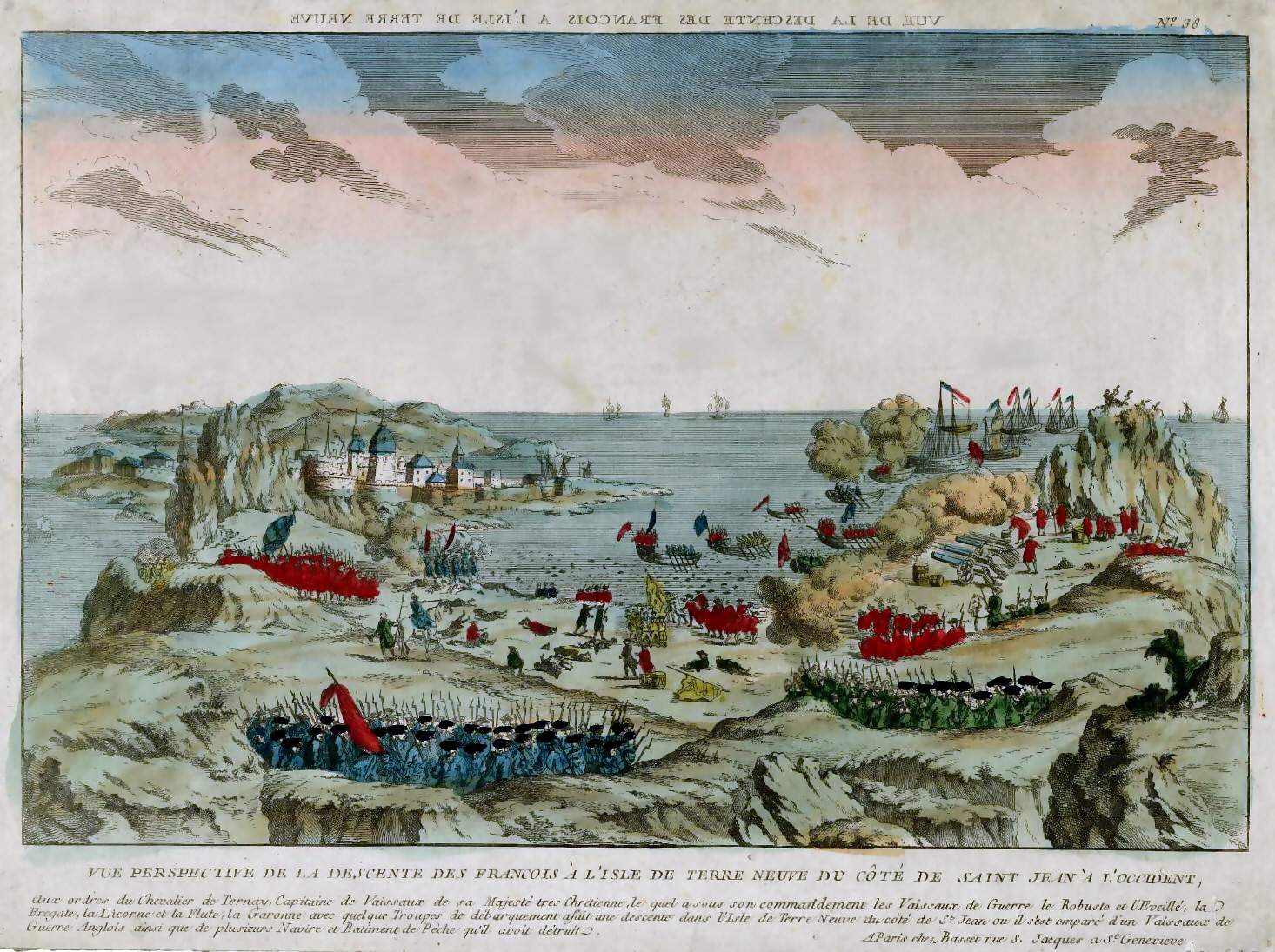
シグナルヒルの戦い

北アメリカ大陸における英仏の戦いの大部分は、1760年に幕を閉じた。一方ヨーロッパでの戦闘はまだ続いていた。主だった例外はフランスによるニューファンドランド島のセント・ジョンズの包囲であった。アマーストはこの予期せぬ戦闘を知って、直ちに、甥のウィリアム・アマーストと部隊とを派遣して、1762年9月のシグナルヒルの戦いで、ニューファンドランドの支配を取り戻させた。
北アメリカのイギリス軍の多くが、西インド諸島で続いていたイギリス軍の作戦への参戦のため、配置しなおされた。その中にはハバナの戦いもあった。スペインは遅まきながらフランスの同盟国として参戦したのである。また、マルティニークへのイギリス軍の遠征もあった。
将軍アマーストはまた、西部に広がっていたフランスの砦をイギリスの支配下に収める指揮を執った。アマーストがこの地に対して持ち込んだ方針は、多くのインディアンを混乱させ、1763年に、ポンティアック戦争として知られる戦闘の一因となった。この時の、辺境地帯の砦や集落への一連の攻撃で、イギリス軍はその後も部隊を駐留させる必要が生じ、この問題は1766年まで解決されなかった。
この北アメリカの戦争は、1763年2月10日のパリ条約署名で正式に終止符が打たれ、ヨーロッパを舞台にした七年戦争も、2月15日のフベルトゥスブルク条約で終結した。イギリスはフランスに、ミシシッピ川以東の北アメリカか、グアドループとマルティニークのカリブ海の諸島かのいずれを取るかを提案した。当時、この両者はイギリスの支配下にあった。フランスは、カナダを割譲したが、サンピエール・ミクロンの所有の交渉は可能だった。サンピエール・ミクロンはセントローレンス湾の小さな島で、そこでの漁業権がほしかったのである。フランスにとっては、カナダより、カリブ海の島の方が経済的価値が大きかった。砂糖の収穫量が大きく、防御もしやすかったからだ。しかしイギリスにとって、ヌーベルフランスを得たことは満足であった。この際防御は問題点ではなかったし、イギリスにとって砂糖の供給源はいくらでもあったからだった。スペインは、イギリスにフロリダを割譲し、代わりにキューバを得た。またフランスから敗戦の埋め合わせとして、ニューオーリンズを含めたルイジアナを得た。ミシシッピ川流域の割譲については、すべての参戦国にゆだねられた。

## その後の北米植民地

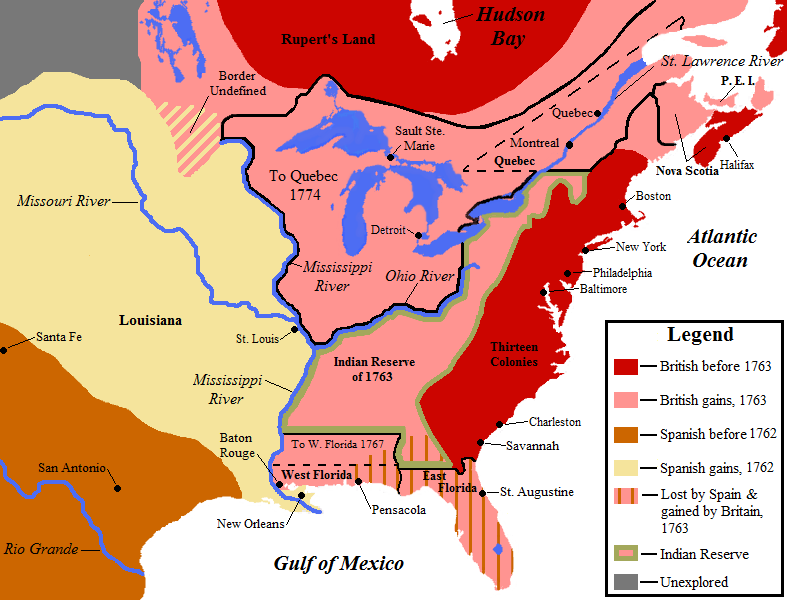
1763年のパリ条約後の北アメリカ。ピンクがイギリス領、黄色が、1762年のフォンテーヌブロー条約後にスペインが手に入れた領土である。

この戦争はヨーロッパの大国（イギリス、フランス、スペイン）の経済、政治、そして行政面と社会面での関係を変えた。これらの国の植民地や入植者、そして原住の人々は、彼らが領有した土地に住んだ。フランスとイギリスはこの戦争でかなりの経費を使い、これが後々長期にわたり重大な問題となった。
イギリスはヌーベルフランスとアカディアを支配下に置いた。約8万人の人口があり、その大部分はフランス語を話すカトリック信者だった。1755年に始まったアカディア人の追放は、最終的にはヨーロッパや南の方の植民地からの入植者を受け入れ可能にした。イギリスは、北アメリカの植民地のあちこちに彼らを入植させたが、多くはヨーロッパに戻り、また一部はニューオーリンズに行った、そこではフランス語が使えると期待したからだ。また一部の者は、フランス領ギアナやフォークランド諸島など、さまざまな地域に入植者として送られた。後者の方はうまく行かなかった。また、サントドミンゴのような場所へ移住した者、ハイチ革命の後でニューオーリンズへ入植した者もいて、独自のケイジャン文化をはぐくんだ。ルイジアナの人口は、現在のケイジャンの人口の入植によるところが大きい。ケイジャンとは、フランス語のアカディアンがカディアンとなり、そしてケイジャンとなったものである。

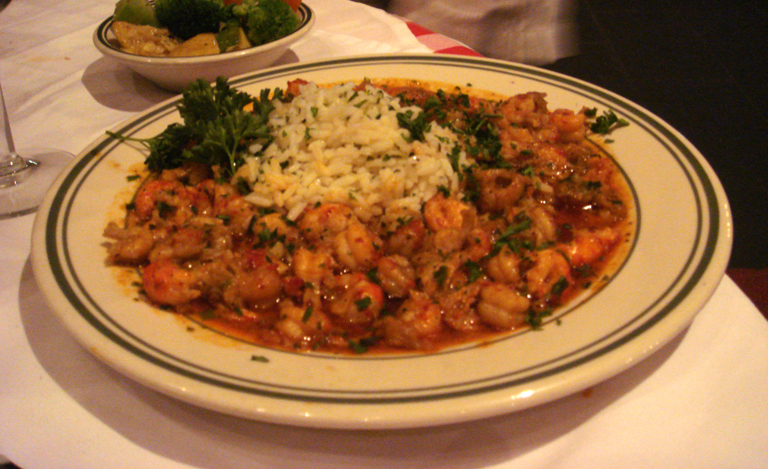
現在のニューオーリンズに伝わるケイジャン料理

和平条約の後、ジョージ3世が国王宣言を10月7日に行った。これは新しくイギリス領となった土地の区分と行政の概略で、このうちの一部は、現在のカナダの行政とインディアンの関係に引き継がれている。インディアンにはアパラチア山脈の西部を居住地とするといった条項があり、西の境界の入植者の勢いが高まっていたこともあり、この境界線はどう見ても一時的な足枷であった。この声明には、カトリック信者のカナダ人の、公民としての参加を妨げる条項もあった。1774年のケベック法による和解で、これらの諸問題は処理されたが、宗教に関しては、13植民地の多数のプロテスタントが、カトリックを大きく上回っていた。

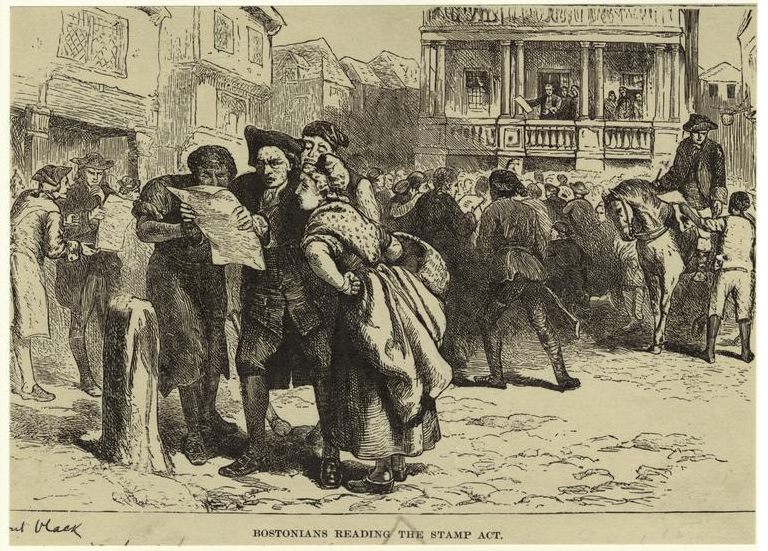
印紙条例に目を通すボストンの人々

この戦争には経費が掛かった。特にピットの在任時には出費が多く1億4千万ポンドにも上り、その半分はアメリカ植民地の防御に費やされた。七年戦争により、イギリスの国債はほぼ2倍となった。国王は債務を支払うための財源として、植民地に新しい税をかけることにした。イギリス人は、この負担は植民地も引き受けるべきだと考えた。このため、13植民地に対し、1764年に砂糖法が施行された。これは砂糖のみならず、コーヒーやワインも対象となり、その後対個人の税である印紙法も施行された。 この新税の導入に対して、大規模かつ徹底した抗議行動が起こり、このため軍が出動し、総督府は何とか無事に仕事を遂行できた。これらの課税条例は最終的にアメリカ独立戦争の発端となった
一方で、この戦争でフランスとの植民地獲得競争での優位を確実にしたイギリスは、植民地貿易の利潤をよりいっそう蓄積することが可能となった。このことは1760年代以降のイギリス産業革命を促した、数ある要因のなかのひとつになっている。
多くのインディアンにとって、北アメリカでのフランスの軍事力が失われたことは、強力な同盟の消失を意味し、イギリス支配でそれが埋め合わされたことは、彼らにとって最大の追い立てが始まることであった。オハイオ領土は特に、法的、あるいは非合法いずれの入植地も攻撃されやすかった。ブラドックとフォーブズが、この地へ軍事用の道路を作ったからだった。スペインはルイジアナの領土を手に入れたが（1769年まで正式な領土ではなかった）、戦争の反響が穏やかなのはここだけだった。イギリスがフロリダを手に入れると、ここの部族は西へと移動した。彼らはイギリス人と仕事をしたくなかったのだ。また、チョクトー族とクリーク族の、長い間の仇敵同士の反目を当時イギリスが利用したのである。フロリダの支配が変わることで、この地の、カトリックのスペイン人入植者もまた移動した。大部分はキューバへ行った。彼らはサン・オーガスティンの行政のすべての記録を携えていた、しかし洗礼を受けたヤマシー族はメキシコの湾岸に入植しなおした。

フランス革命におけるバスチーユ牢獄の襲撃

フランスは北アメリカの所有に関しては比較的わずかな価値しか認めず、砂糖を多く産出して利益が上がるアンティル諸島に関しては特に価値を見出しており、ここをどうにかして保持しようとした。条約締結代表のセザール・ガブリエル・ド・ショワゾーは、パリ条約ではかなりのことをしたと考えており、哲学者のヴォルテールは、ルイ15世はたかだか数エーカーの雪を失っただけだと書いた。しかしフランスにとって、戦争での財政負担は王国の力を弱め、これが1789年のフランス革命の遠因となった。この当時の啓蒙主義により、絶対王政への不信感が民衆の間に広まって行き、晩年のルイ15世統治下のフランスでは、オーストリア継承戦争からこの戦争および七年戦争の戦費と、ヴェルサイユ宮殿での豪奢な生活などによって財政事情がきわめて悪化した。ルイ16世の時代に入ると、アメリカ独立戦争支援のための出費があり、フランスの尽力で、アメリカはヨークタウンの戦いで独立をかちとった。このため財政は継続して逼迫し、これを打開するため新税を導入しようとして全国三部会が招集されたことがフランス革命勃発のきっかけとなっている。

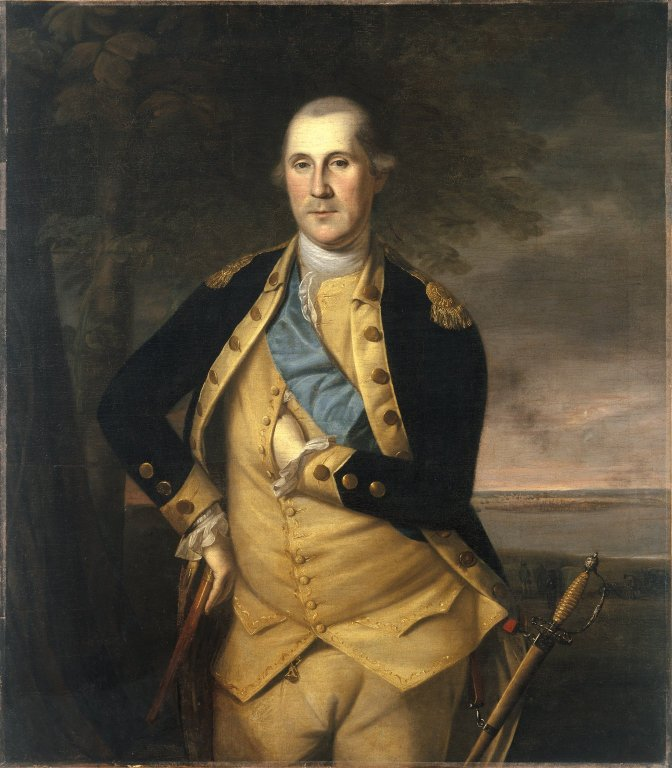
ジョージ・ワシントン（1776年）　チャールズ・ウィルソン・ピール作

北部にあったフランスの脅威が去り、イギリスは沿岸部の防衛をアメリカ植民地の民兵に委託した、そうすうることで、カリブ海に軍を送れたからだ。また、イギリスの軍事力はカナダのフランス植民地への抑止力であり、それがなくなったため、逆にアメリカ植民地の独立を招いたのだった。また、フランス系カナダ人の権限をかなり認めた1774年のケベック法施行も、イギリス系アメリカ人にとっては脅威となり、これも独立戦争の一因と考えられている。
1778年のアメリカ独立戦争時、フランスはイギリスに対してアメリカと同盟を結び、北アメリカに戻ってきた。この時フランスはイギリスに勝利し、これを歴史家のアルフレッド・ケイヴは「フランスは…モンカルムの仇討ちを果たしたのだ」と述べている。

## フレンチ・インディアン戦争の逸話

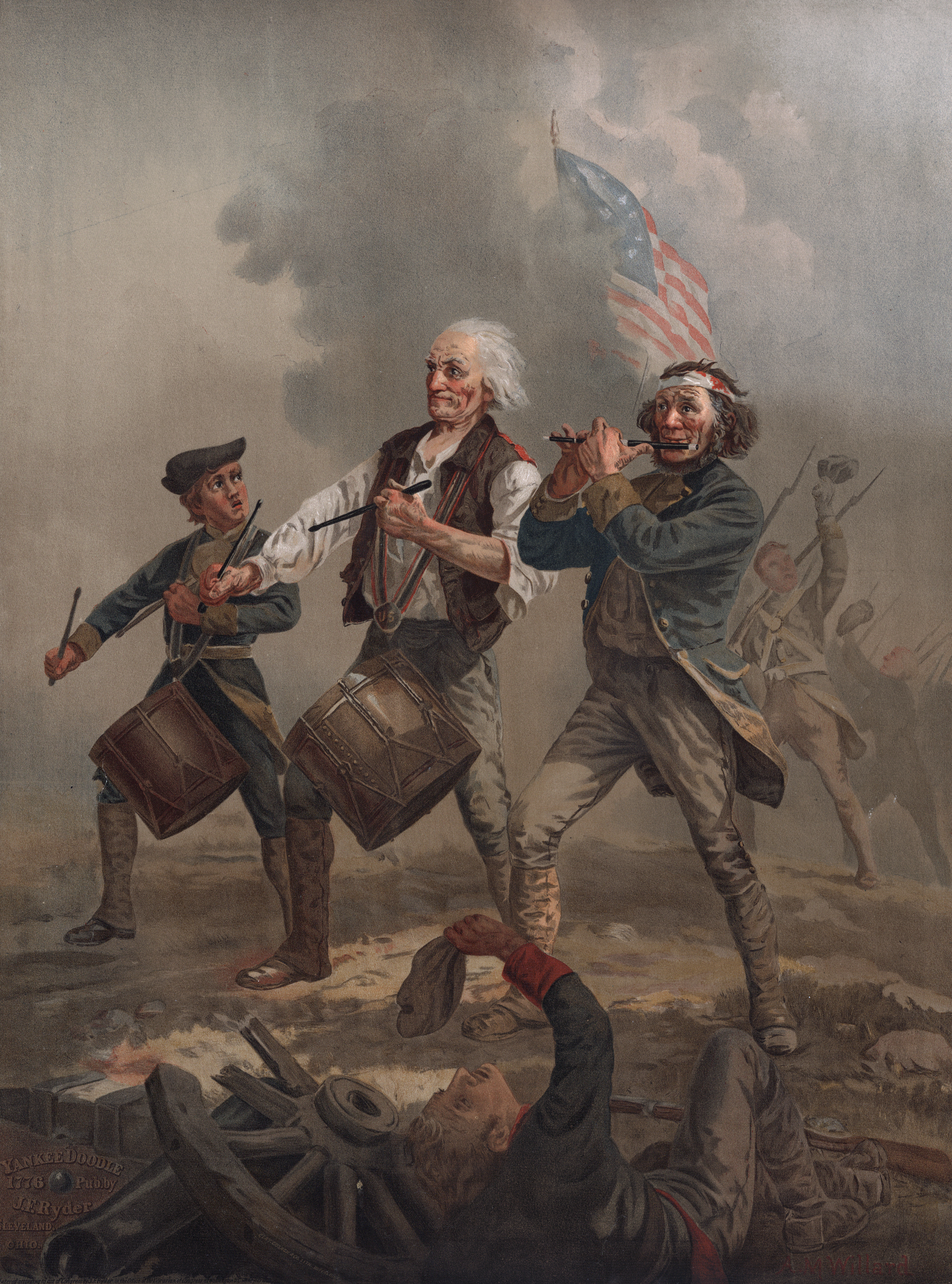
ヤンキー・ドゥードルのイラスト。歌詞の通りに太鼓や笛といった楽器を持っている。

アメリカ民謡『ヤンキードゥードル』（日本では『アルプス一万尺』の名で知られる）は、1755年、イギリス軍支援に集まった13植民地の兵が、洗練されたイギリス軍の兵士に対し、裏皮あり毛皮ありの種々雑多な服をまとった兵たちで、それを揶揄するためイギリスの軍医シャックバーグが1755年に作詞した。歌詞は様々で、ジョージ・ワシントンを歌ったものもある。しかし、植民地白人はこの歌が好きで、のちのアメリカ独立戦争の際にもよく愛唱された。
ベンジャミン・フランクリンはデュケーヌ砦遠征隊に物資を調達している。また、この遠征にはダニエル・ブーンも加わっていた。
戦争終結後の1764年、スペイン領ルイジアナとなったミシシッピ川西岸に毛皮の交易所がフランス系住民によって建設された。これがセントルイスである。町の名はフランス王ルイ9世にちなむ。
この戦争において 天然痘ウイルスがイギリス軍によって生物兵器的な使われ方をしたと言われる。インディアンに、天然痘のウイルスが付着した毛布を送ったのである。
しかしこれには賛否両論があり、仮に贈ったとしても、意図的なものかどうかわからないともいわれている。後に、1780年代の初めに、インディアン、特にチプワイアン族とスー族の間に天然痘が蔓延した。探検家のデビッド・トンプソンは、インディアンたちが患者である白人の家を襲撃して、その衣服を身に着けたために感染したのではないかと語っている。

## 関連作品
- 映画[117]
  - 征服されざる人々
  - ラスト・オブ・モヒカン
  - 北西への道
  - エヴァンジェリン
  - The War That Made America
- TVドラマ
  - ホークアイ (Hawkeye)
- ボードゲーム
  - Volko Ruhnke, "Wilderness war", GMT Games,2001
  - Joseph Miranda "The French & Indian War",Strategy & Tactics No.231,Decision Games,2005
  - Martin Wallace "A Few Acres of Snow", Treefrog Games, 2011
  - E. Harvey, W. Nester "Ticonderoga", Strategy & Tactics No.277,Decision Games,2012

## 関連書籍
- Eckert, Allan W. Wilderness Empire. Bantam Books, 1994, originally published 1969. ISBN 0-553-26488-5. Second volume in a series of historical narratives, with emphasis on Sir William Johnson. Academic historians often regard Eckert's books, which are written in the style of novels, to be unreliable, as they contain things like dialogue that is clearly fictional.
- Parkman, Francis. Montcalm and Wolfe: The French and Indian War. Originally published 1884. New York: Da Capo, 1984. ISBN 0-306-81077-8.